# Surface d'aplanissement

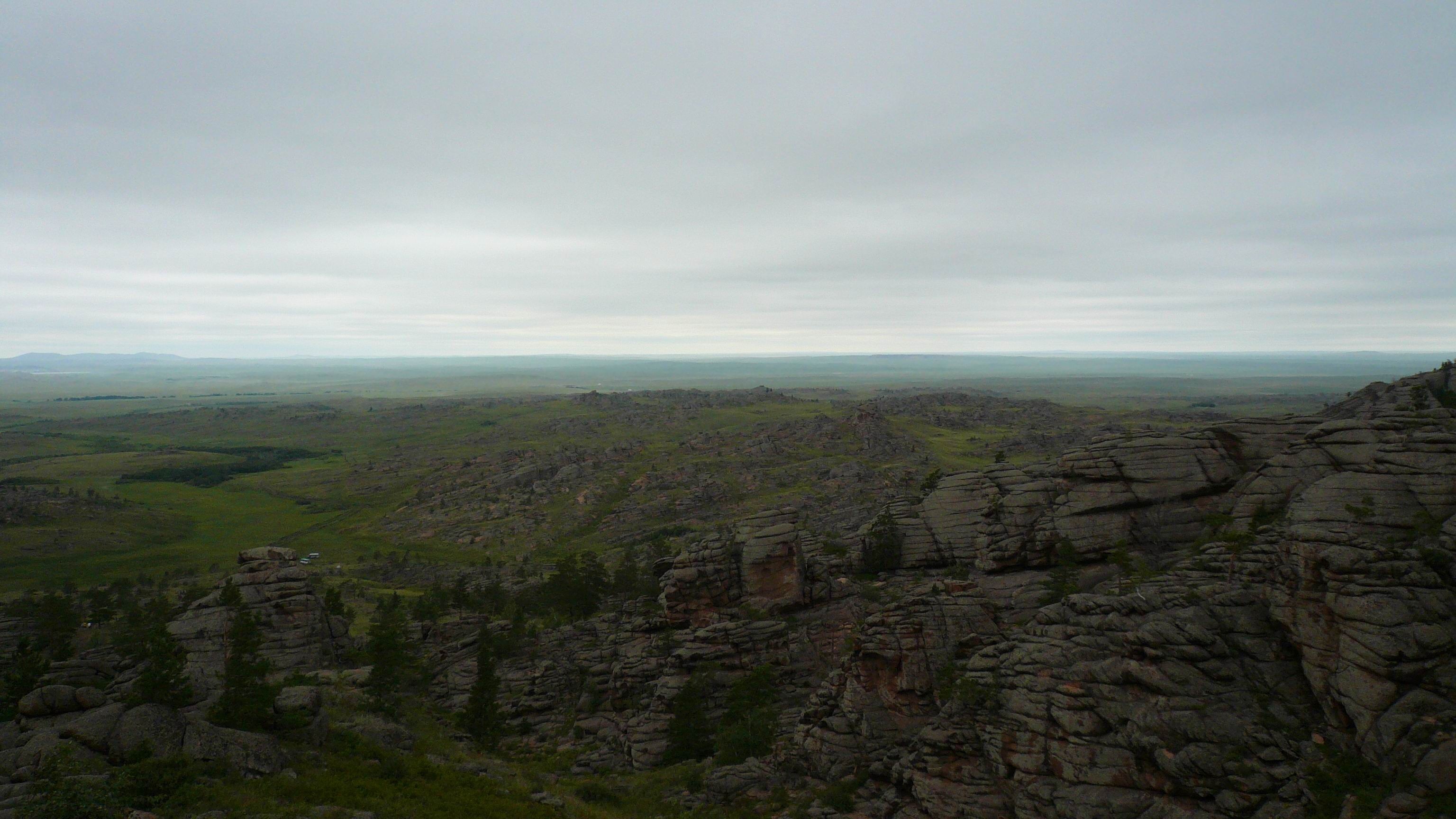
Vue des hautes terres kazakhes, qui sont une surface d'aplanissement tectonique (issue d'une surrection). La zone à l'arrière-plan ne présente quasiment plus de reliefs (pénéplaination). Les hautes terres kazakhes sont généralement référencées comme une pénéplaine.

En géologie et géomorphologie, une surface d'aplanissement est une grande surface aplanie par l'érosion sur laquelle peuvent subsister quelques inselbergs (reliefs isolés).  

## Formation
Les processus à l'origine de la formation des surfaces d'aplanissement sont exogènes (principalement issues de l'érosion). Les surfaces d'aplanissement ne sont généralement pas affectées par les variations de lithologies. 
Les surfaces d'aplanissement reflètent généralement les variations de niveau de base. Le profil topographique ci-dessous montre l'érosion des reliefs créés en bordure du Lac Malawi. Les reliefs disparaissent avec l'érosion pour se confondre avec le profil d'équilibre des rivières dont l’altitude et la pente diminuent progressivement. Si de nouveaux reliefs n'apparaissent pas et si le niveau marin d'évolue pas, ce profil finit par devenir sub-horizontal et proche du niveau marin. Les reliefs épars qui demeurent alors sont appelés Inselbergs. 

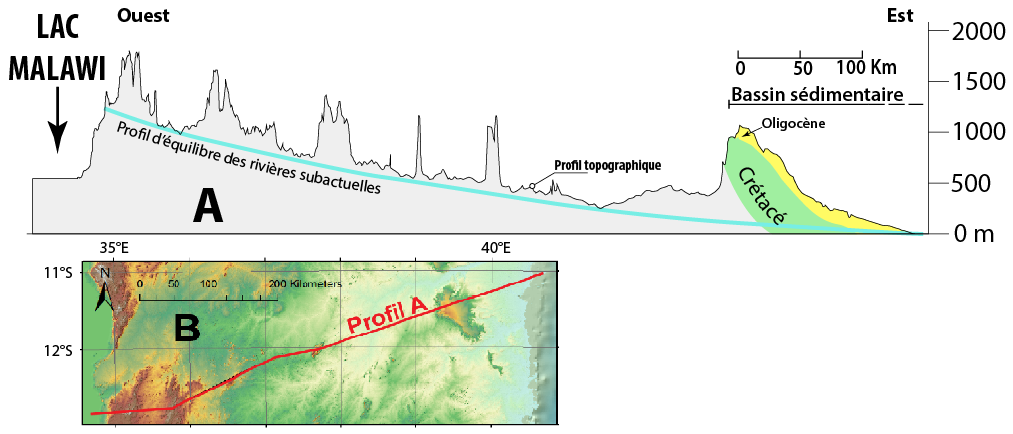
Lors de la surrection d'un relief (ici le Nord-Mozambique) les rivières incisent des vallées afin de s'adapter au niveau de base. Ces incisions s'inscrivent sur le « profil d'équilibre des rivières » qui va tendre à se confondre avec le niveau de base au fur et à mesure de l'érosion des reliefs. Ici le niveau de base étant le niveau marin, il constitue un plan horizontal d'altitude 0.

## Types de surfaces
À l'échelle globale, les surfaces d'aplanissement constituent quelques-uns des reliefs les plus courants et peuvent être de six types différents : pénéplaine, pédiplaine, etchplaine (en), surface de cryoplanation, surface d'abrasion marine et surface d'érosion glaciaire,. 
Le terme surface d'aplanissement est souvent préféré par rapport aux autres parce que les processus à l'origine de certains types de surface restent controversés.

## Exemples
- La Surface Africaine (en) est une surface d'aplanissement d'échelle continentale.